# 大森正男
大森 正男（おおもり まさお、1916年11月15日 - 2002年5月14日）は、日本の経営者。淀川製鋼所社長、会長を務めた。高知県出身。

## 経歴
1940年に立命館大学専門部を卒業し、同年に淀川製鋼所に入社。1962年5月に取締役に就任し、1965年5月に常務、1969年5月に専務を経て、1977年3月に副社長に就任し、同年6月には社長に昇格。1995年6月に会長に就任。
1980年4月に藍綬褒章を受章し、1987年4月に勲三等旭日中綬章を受章。
2002年5月14日呼吸不全のために死去。85歳没。